# Llista d'aeroports de São Tomé i Príncipe

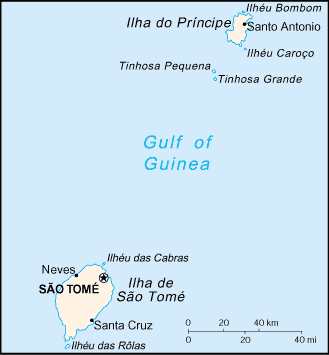
São Tomé o Príncipe

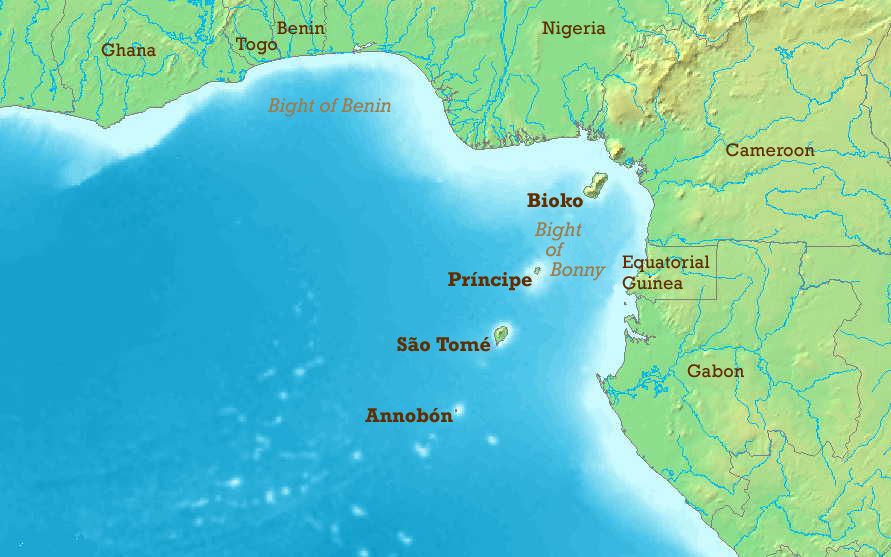
Localització de les illes al Golf de Guinea

Aquesta és una llista d'aeroports de São Tomé i Príncipe, classificats per localització.
São Tomé i Príncipe, oficialment República Democràtica de São Tomé i Príncipe, és un estat insular de llengua portuguesa situat al golf de Guinea, davant de la costa occidental d'Àfrica equatorial. Consisteix en dues illes: São Tomé i Príncipe, que es troben a una distància de 140 km l'una de l'altra i a 225 km i 250 km respectivament de la costa nord-occidental de Gabon. São Tomé i Príncipe es troben emplaçades entre les illes d'Annobón i Bioko, que formen part de Guinea Equatorial. La nació es divideix en set districtes, sis a São Tomé i un a Príncie. La seva capitals és la ciutat de São Tomé.

## Aeroports
| Ciutat        | Província        | ICAO | IATA | Nom de l'aeroport                  | Coordenades                                         |
| ------------- | ---------------- | ---- | ---- | ---------------------------------- | --------------------------------------------------- |
| Porto Alegre  | São Tomé         | FPPA | PGP  | Aeroport de Porto Alegre t         | 00° 02′ N, 006° 31′ E / 0.033°N,6.517°E             |
| Santo António | illa de Príncipe | FPPR | PCP  | Aeroport de Príncipe               | 01° 39′ 46″ N, 007° 24′ 42″ E / 1.66278°N,7.41167°E |
| São Tomé      | São Tomé         | FPST | TMS  | Aeroport Internacional de São Tomé | 00° 22′ 41″ N, 006° 42′ 44″ E / 0.37806°N,6.71222°E |